# 미국 우크라이나 정교회

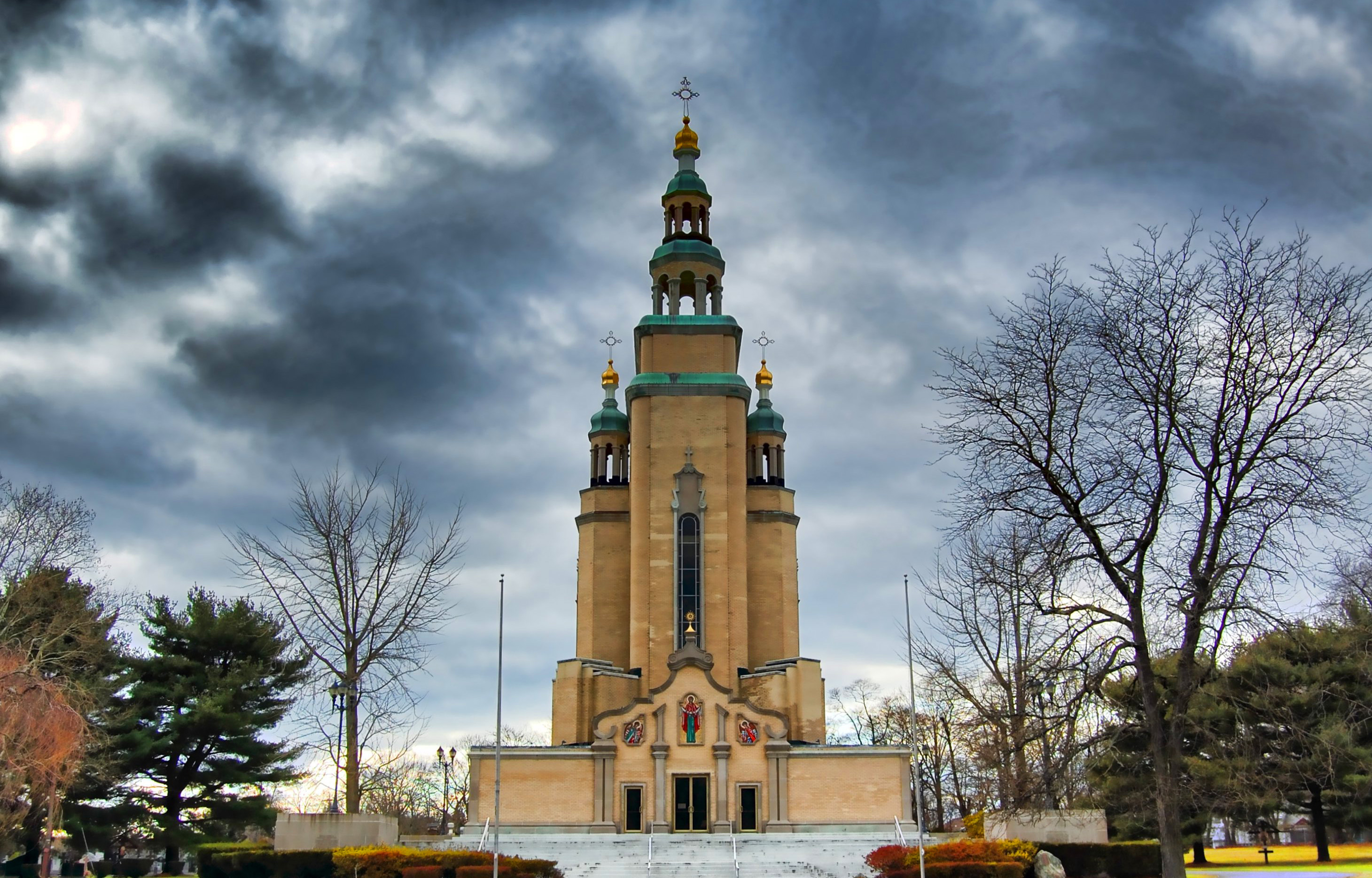
미국 뉴저지주 사우스바운드브룩에 위치한 미국 우크라이나 정교회 본부

미국 우크라이나 정교회(영어: Ukrainian Orthodox Church of the USA)는 미국에 소재하고 있는 기독교 정교회 교단이다. 정교회 콘스탄티노폴리스 세계총대주교청에 소속되어 있다. 교구 2개와 사목구 85개가 소속되어 있고 현재 교회의 수좌주교는 안토니우스 대주교이다. 교단의 본부와 신학교는 미국 뉴저지주 사우스바운드브룩에 위치해 있다.

## 교구
총 2개의 교구가 소속되어 있다.
- 동부 교구 (뉴욕시, 델라웨어, 매사추세츠, 메릴랜드, 뉴저지, 뉴욕시, 동부 펜실베니아, 로드아일랜드, 버지니아)
- 서부 교구 (애리조나, 캘리포니아, 일리노이, 인디애나, 미시간, 미네소타, 네브라스카, 뉴멕시코, 오리건, 워싱턴, 위스콘신, 플로리다, 조지아, 오하이오, 업스테이트 뉴욕, 서부 펜실베이니아)
- 신학교 - 성 소피아 우크라이나 정교회 신학교

## 같이 보기
- 콘스탄티노폴리스 세계총대주교
- 캐나다 우크라이나 정교회
- 우크라이나 정교회